# Río Lugenda

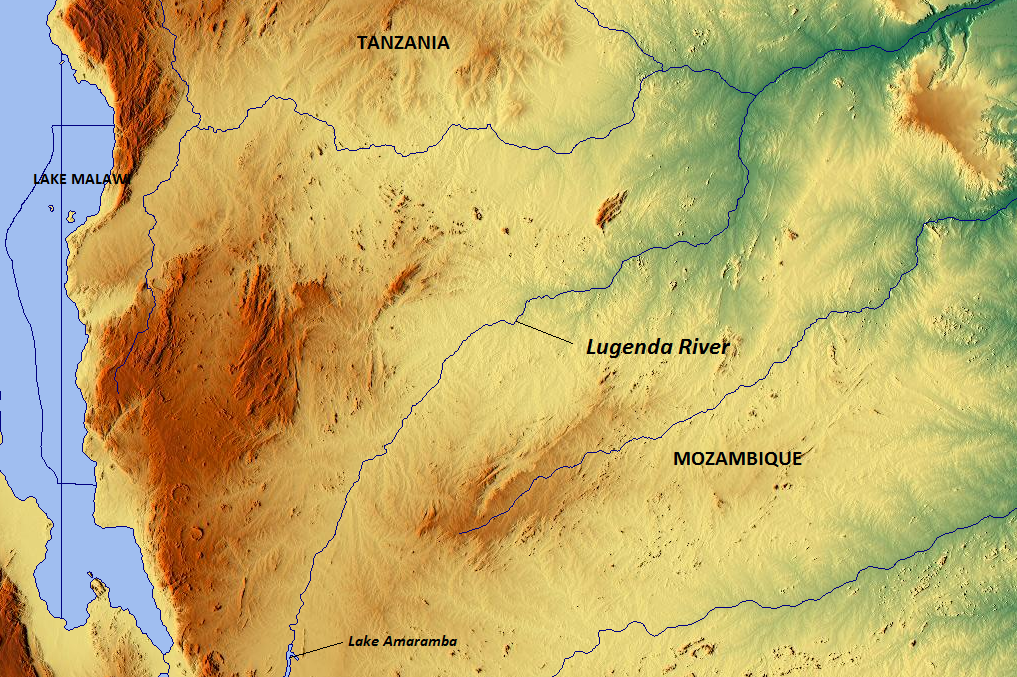
Río Lugenda

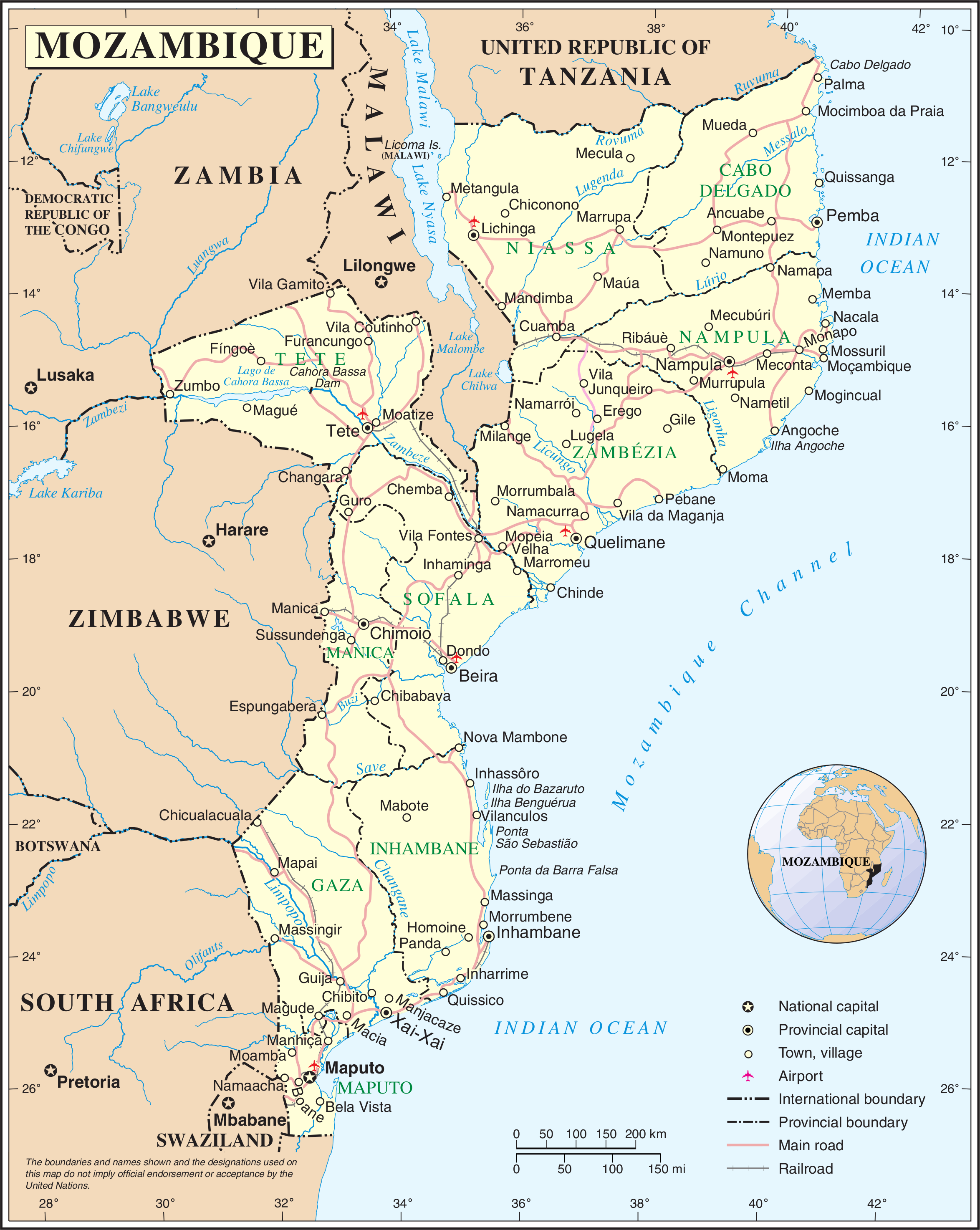

El río Lugenda es un río del norte de Mozambique, afluente del río Ruvuma. Nace de los lagos Chiuta y Amaramba, fluye en dirección norte, cruza la Reserva Nacional de Niassa y se une al Ruvuma en Negomano. Su afluente más importante es el río Luambala, que se une a él por la izquierda en 13°26′12″S 36°18′20″E / -13.43667, 36.30556, único lugar donde hay un puente sobre una anchura de 150 m.
En su nacimiento, sale de una zona pantanosa al norte del lago Chiuta-Amaramba formando varias corrientes separadas por islas, de las cuales la más conocida es la isla de Achemponda. En esta zona, el río Lugenda también es conocido como Msambiti.
En esta región poco poblada abundan los elefantes. Sin embargo, hay varios pueblos indígenas que viven aquí hace miles de años, los más antiguos de los cuales son los yao y los makua, a los que se suman más recientemente los ngoni, los marave y los matambwe.

## Etimología
En idioma yao, una lengua bantú hablada por los wayao, significa literalmente “un río grande”.

## Geografía

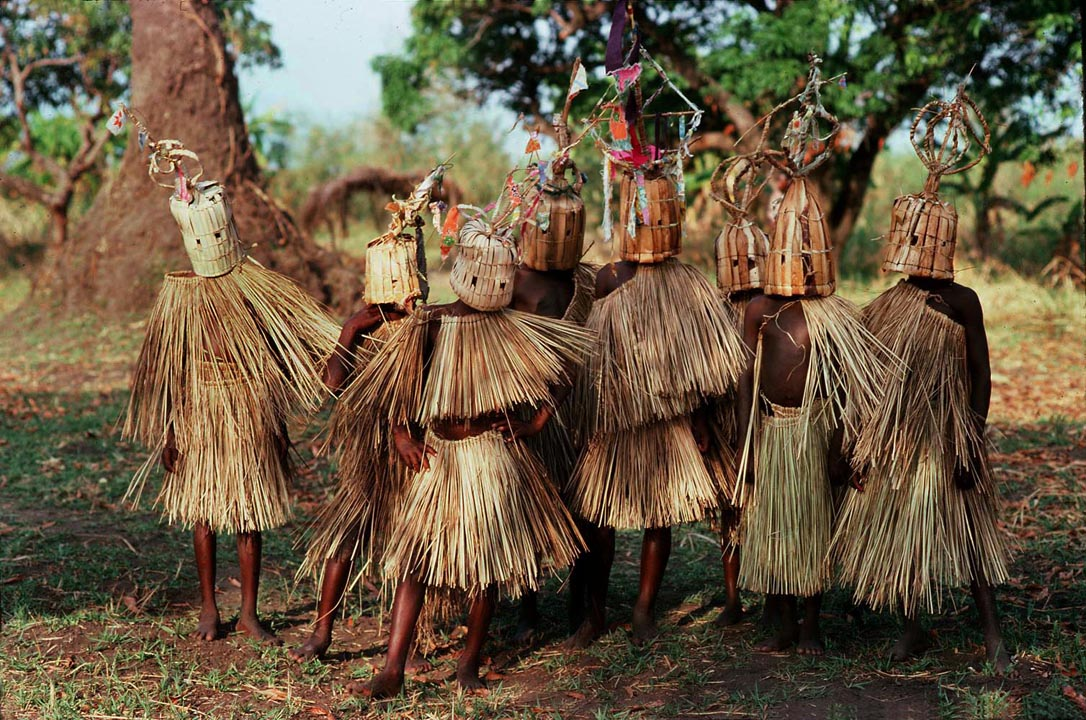
Ritual de iniciación de unos niños en Malawi

El río Lugenda nace en una zona pantanosa que hay al norte del lago Amaramba, a unos 700 m de altitud, cerca de la frontera con Malaui y recorre 300 km antes de encontrarse con el río Ruvuma en Negomano, en la frontera con Tanzania, con un caudal anual estimado de 18 km³.
El lago Chilwa de unos 680 km², está rodeado de un área de casi 600 km² de pantanos y otros tantos de pastos que se inundan en época de lluvias. En el punto álgido de la inundación, el lago puede ocupar un área de 1800 km². Al norte del lago, separándolo del lago Chiuta, se formó durante el Holoceno, en una época de lluvias abundantes, una barrera de arena de 25 m de altura con los detritos del propio lago en sus ascensos y descensos que lo aisló de la cuenca del río Lugenda, salinizó el lago y lo sometió a un régimen de crecimiento y decrecimiento entre estaciones. Por esta razón, el río Lugenda nace ahora al otro lado de esta barrera, en la zona pantanosa que hay al este del lago Chiuta y su prolongación hacia el norte, el estrecho lago Amaramba, que tiene una anchura media de 80 m.
La cuenca del río es compleja. Empieza fluyendo hacia el este a través de una serie de canales rodeados de Pandanus, un género de plantas similares a las palmeras cuyo tamaño varía entre 1 y 20 m de altura, con una amplia copa. Más hacia el norte y el este, el río desaparece por estrechos cañones y emerge en amplias vegas arenosas donde se localizan grande colonias de cría de unas aves denominadas rayadores o picos tijera (Rynchopidae), en este caso africanos (Rynchops flavirostris).
En el centro del valle del río Lugenda se encuentra la montaña de Mecula 12°5′00″S 37°38′00″E / -12.08333, 37.63333 (1441 m), una zona importante por su vegetación y uno de los atractivos turísticos de la región.

## Recursos minerales y agricultura
El valle del río es rico en menas de hierro intercalado con formaciones rocosas de cuarzo y granito. En dos lugares a ambos lados del río hay minas de carbón, una cerca de Pemba Bay y la otra cerca del pueblo de Itule. El hierro se extrae una gran zona al oeste de las minas de carbón de Pemba. También se ha encontrado oro en las zonas altas del río Rarico, un afluente del Lugenda.
En cuanto a la agricultura, el río tiene suelos aluviales fértiles y numerosas fuentes permanentes de agua que permiten el cultivo del tabaco en sus orillas. Asimismo, se aprovechan las higueras silvestres.

## Historia
El valle del río, y la zona de la Reserva Nacional de Niassa tienen una historia ligada a la Primera Guerra Mundial. Los alemanes, bajo el mando del general Von Lettow-Vorbeck, cruzaron el río Ruvuma en Negomano y se enfrentaron a los portugueses en Mozambique en busca de alimento para sus tropas. En diciembre de 1917, siguieron el curso del río Lugenda y llegaron a Metarica. Uno de sus batallones siguió hasta la montaña de Mecula en busca de comida y libró una dura batalla con los portugueses, de la cual solo se conservan algunas tumbas en ese lugar.

## Ecología y turismo

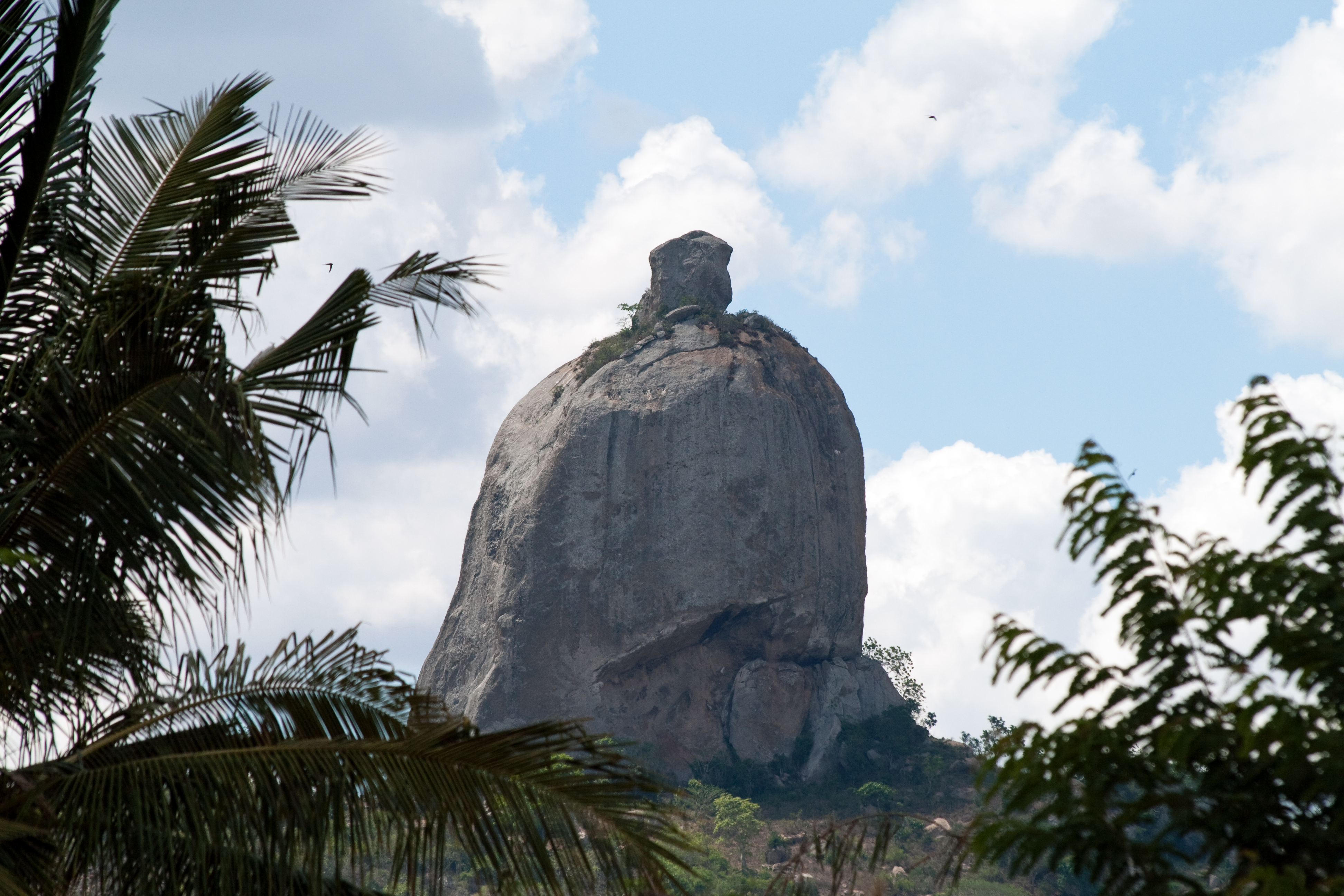
Inselberg en el valle del río Lugenda

El valle del Lugenda forma parte del corredor comprendido entre el río Messalo y el río Ruvuma, que comprenden la Reserva Nacional de Niassa y una serie de reservas privadas, que alcanzan hasta el río Lurio, por el sur y que se alarga por el norte hasta la Reserva de caza Selous a través del Corredor de Vida Salvaje Selous-Niassa.
Luganda Wilderness Camps es el centro turístico y de partida para conocer la región. Se encuentra en un banco de arena al este del río bajo los inselberg de las montañas Ngalongue, un grupo de rocas gigantescas de granito aisladas que surgen de la llanura. Para llegar aquí el aeropuerto más cercano se encuentra en Pemba (Pemba Airport), desde donde se puede acceder al campamento en avioneta. Desde aquí se suelen hacer excursiones en canoa por el río o una travesía a lo largo de 200 km por el río desde Lichinga.

## Vegetación y fauna

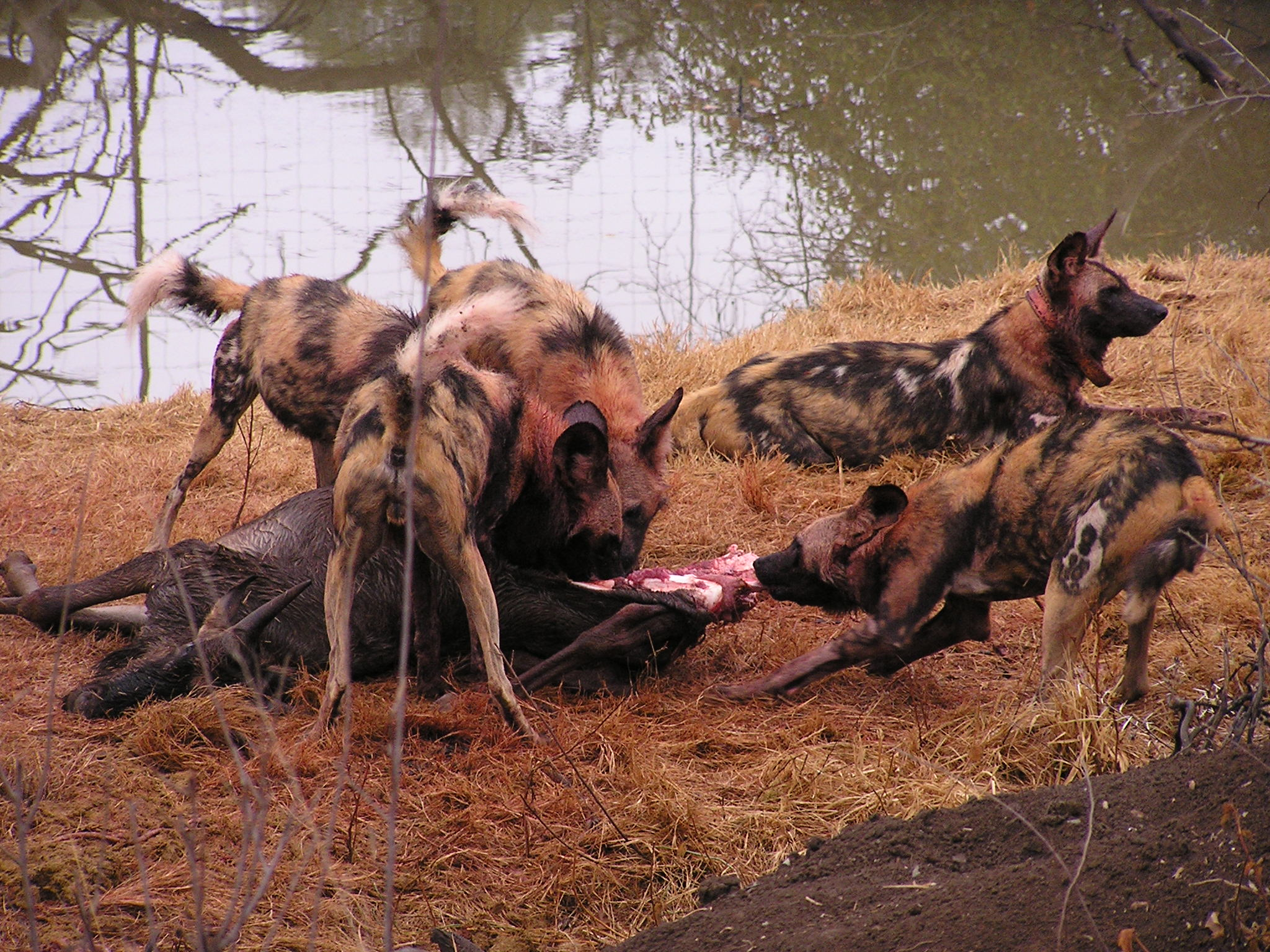
Licaones, una de las especies protegidas en la reserva. La imagen es de la Reserva de caza de Madikwe, de Sudáfrica.

Niassa forma parte de la sabana arbolada de miombo oriental, una ecorregión que cubre un área de casi medio millón de km² entre el sur de Tanzania, el norte de Mozambique y el sudeste de Malaui. La mitad de la reserva está cubierta de bosques de miombo, un género de árboles, Brachystegia, que abarca una gran cantidad de especies que forman bosques no demasiado cerrados. Se caracterizan por cambiar de color, dorado y rojizo, en época seca, y volverse verdes cuando comienza la época de las lluvias. El resto de la reserva es en su mayor parte sabana abierta con algunas zonas húmedas aisladas y manchas de bosque. Se calcula que hay unas 190 especies de árboles y arbustos.
En 2012 se estimaba que en la reserva había entre 12.000 y 20.000 elefantes, unos 14.000 antílopes sable, unos 800 leones y unos 350 licaones, esta última especie en peligro de extinción. Además, hay grandes poblaciones de búfalos africanos (Syncerus caffer), impalas, ñus (Connochaetes), cebras y leopardos. Tres especies son endémicas, el ñu de Niassa (Connochaetes taurinus johnstoni), la cebra de Boehm (Equus burchelli boehmi) y el impala de Johnston (Aepyceros melampus johnstoni). Hay 8 tipos de mangosta y 24 de carnívoros, además de entre 300 y 400 especies de aves entre las que figuran las raras pita angoleña (Pitta angolensis), la lechuza pescadora Scotopelia peli y numerosas rapaces.
En el cauce del río, especialmente en las zonas rocosas, se encuentran hipopótamos y cocodrilos.